# Melécio II de Constantinopla
Melécio II de Constantinopla (em grego: Μελέτιος Β΄; m. 1777) foi patriarca ecumênico de Constantinopla entre 1768 e 1769.

## História
Melécio nasceu em Tenedos e, entre 1750 e sua eleição em 1768, serviu como bispo metropolitano de Lárissa. Durante a revolta de 1769 contra o domínio otomano, foi deposto e exilado para Mitilene. Em 1775, com permissão do sultão Mustafá III, retornou primeiro para Tenedos e, em 1777, para Istambul, onde morreu na miséria.